# Atrésie vaginale
 Mise en garde médicale
L'atrésie vaginale, également connue comme aplasie des canaux de Müller, consiste en l'absence ou en la fermeture anormale du vagin. Cette particularité est généralement associée à d'autres particularités de développement, notamment des formes d'intersexuation, comme un syndrome de Rokitansky-Küster-Hauser, ou encore un syndrome de Bardet-Biedl, ou un syndrome de Fraser. 

## Origine
La cause de ce développement est mal connue. Il est supposé qu'il s'agit d'une anomalie du développement des canaux de Müller lors du développement embryonnaire, ceux-ci ne se transformant alors pas en vagin et utérus comme habituellement.
L'atrésie vaginale est couramment retrouvée au sein de différents troubles. 

## Description
Deux types d'atrésies sont à distinguer : l'atrésie de type I et l'atrésie de type II.
Une infertilité est possible lorsque l'utérus est également absent, mais dans le cas d'ovaires sains, il est alors possible de procéder à une fécondation in vitro puis de recourir à une gestation pour autrui.

## Diagnostic
L'atrésie vaginale peut être diagnostiquée lors d'un examen dès la naissance, où elle est alors accompagnée d'autres examens comme des radios du pelvis et des reins. D'autres fois, elle n'est détectée qu'à l'adolescence, alors que les menstruations ne se déclenchent pas (aménorrhée), ou lors de douleurs abdominales consécutives à l'accumulation de sang menstruel dans l'utérus. En cas de suspicion, des examens sanguins, des échographies et des IRM peuvent être effectués afin de vérifier la disposition de tractus reproducteur et la zone des reins. L'atrésie vaginale s'accompagne d'une infertilité.

## Prise en charge et suivi
Plusieurs possibilités existent. L'utilisation de dilatateurs vaginaux a pour but la formation d'un vagin à la suite de la pénétration quotidienne de dilatateurs. La chirurgie peut être envisagée, sous la forme d'une vaginoplastie,. Cependant, ces approches font l'objet de critiques à cause des douleurs qu'elles provoquent et le fait que leur succès n'est pas garanti quand elles ont lieu dans l'enfance.
Un suivi psychologique est recommandé, notamment à la suite de la prise de connaissance du diagnostic. Des groupes de paroles existent également.

### Liens connexes
- Vaginoplastie
- Intersexuation
- Liste d'organisations civiles pour les droits des personnes intersexes
- Intersex medical interventions (en)